# Shachihoko

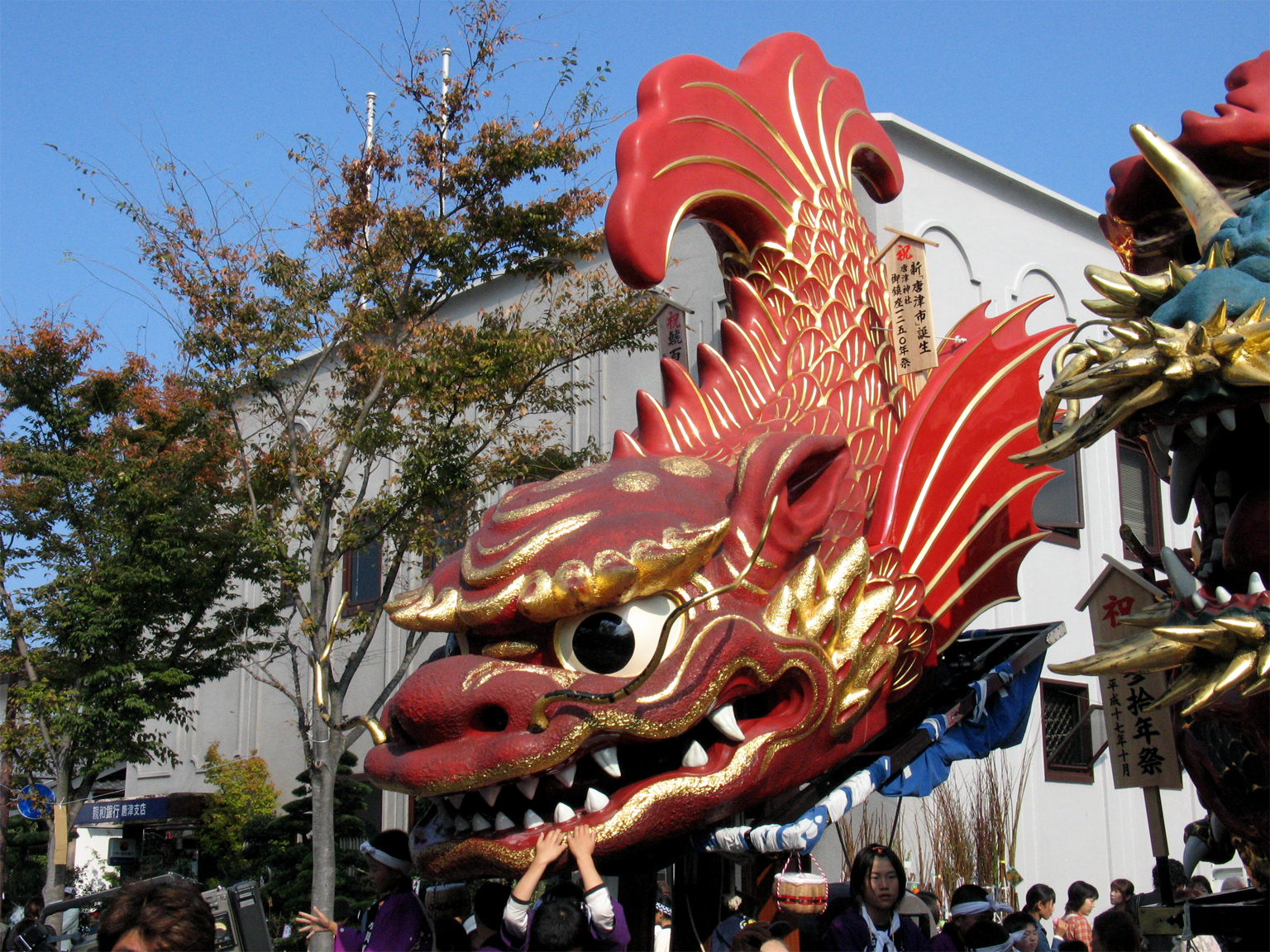
Un shachihoko en el festival de Karatsu Kunchi

Un shachihoko (鯱鉾 o 鯱?) o shachi (鯱?) es un animal del folklore japonés, con cabeza de tigre y cuerpo de carpa. En el antiguo Japón, se creía que este animal tenía el poder de provocar lluvias, y por eso, templos y castillos eran adornados en sus techos con tejas ornamentales (shibi) con forma de shachihoko, para proteger a estas edificaciones de los incendios.
La palabra "shachi", 鯱 también significa orca.

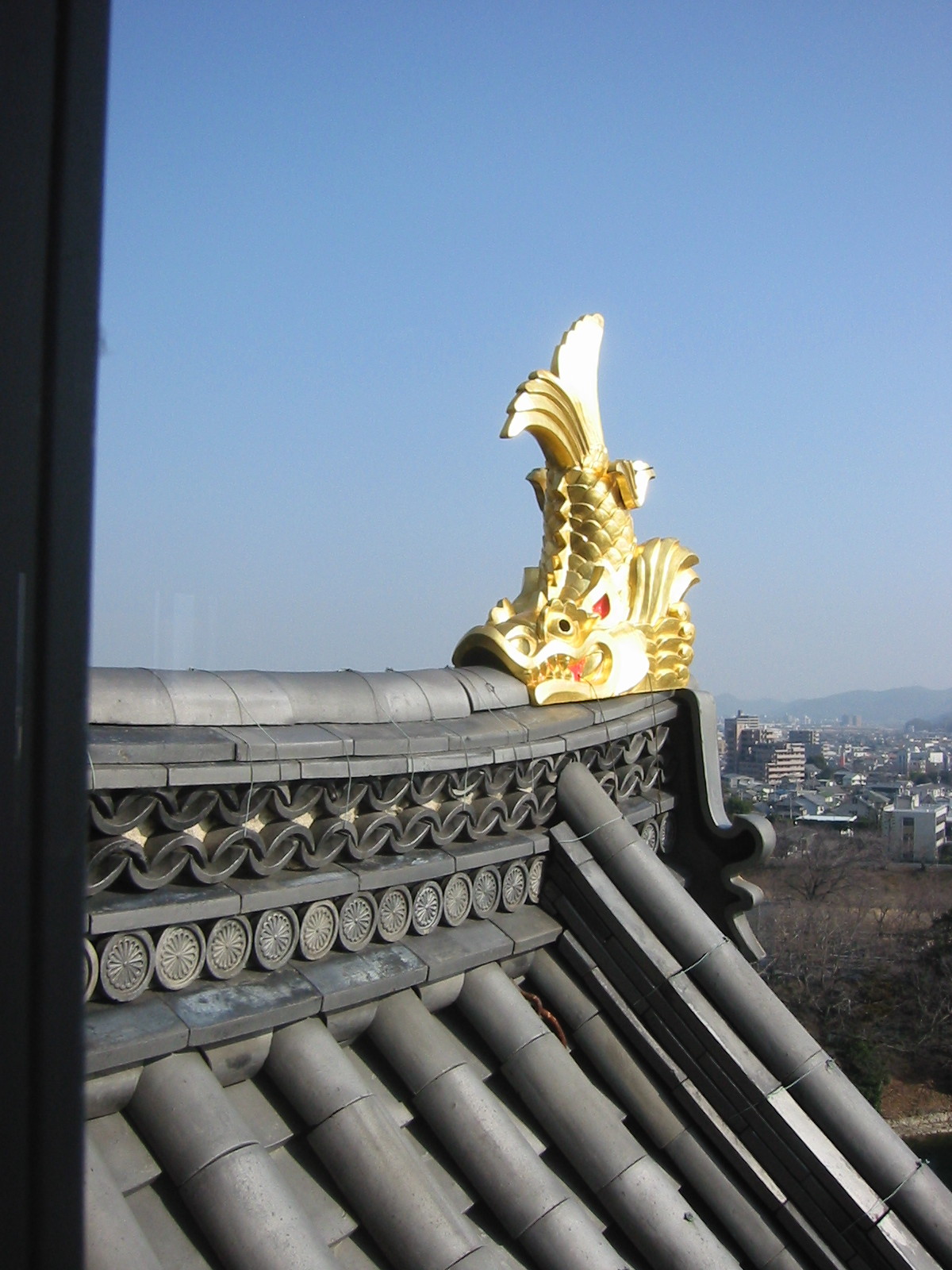
Un shachihoko en el techo del Castillo de Okayama